# Bolter Mühle
Die Bolter Mühle ist eine ehemalige Wassermühle. Sie befindet sich in Mecklenburg-Vorpommern am südöstlichen Ufer der Müritz am heutigen Bolter Kanal. Sie ist einer der ältesten Profanbauten der südlichen Müritzregion. Von den ehemaligen Mühlenanlagen sind das unter Denkmalschutz stehende zweigeschossige Haupthaus mit dem südlichen Schmuckgiebel in dem für die Region typischen, roten Backstein und das einem Umbau von 1890 entstammende Getriebehaus erhalten. Die Wasserrad-Anlagen der Bolter Mühle und der Zulauf aus dem Bolter Kanal wurden zu großen Teilen zwischen 2013 und 2015 durch die Gemeinde Rechlin instand gesetzt. Das Wasserrad wird seit August 2015 durch die Gemeinde als Schaurad betrieben.

## Geographie
Die Bolter Mühle befindet sich im Süden des Landes Mecklenburg-Vorpommern im Landkreis Mecklenburgische Seenplatte im Gemeindegebiet Rechlin. Sie liegt an der ehemaligen Bolter Schleuse, dem Kreuzungspunkt verschiedener touristischer Wasser-, Wander- und Radwege:
- Bolter Kanal mit der Wasserroute Alte Fahrt – der Verbindung zwischen Müritz und Woterfitzsee
- Radfernweg: internationaler Radweg Berlin–Kopenhagen (4 km Entfernung)
- Müritz-Rundweg
- Müritz-Nationalparkroute Rechlin-Boek
- Wanderweg Müritzsteilufer

Nordöstlich der Bolter Mühle liegt der Müritz-Nationalpark. Südwestlich der Bolter Mühle befindet sich das Naturschutzgebiet Müritzsteilufer bei Rechlin.
1665 wurde mit der Anlage des Alten Bolter Wassergrabens eine erste Wasserverbindung zwischen Müritz und Carpsee und damit zum Woterfitzsee und den Havelgewässern geschaffen. 1832 wurde diese Verbindung durch den Ausbau zum Bolter Kanal und die Anlage der Bolter Schleuse schiffbar. Dadurch wurde die Müritz zur Wasserscheide zwischen einerseits Elde/Elbe im Norden und anderseits Havel/Spree im Süden.

## Geschichte
Ihre wirtschaftlich-politische Bedeutung verdankt die Bolter Mühle ihrem Standort am Bolter Kanal und damit an der Schaltstelle der Wasserstände zwischen einerseits Elde/Elbe im Norden in das Land Mecklenburg-Schwerin und anderseits Havel/Spree im Süden in das Land Preußen. An der Bolter Mühle war es möglich, den Wasserablauf und die Wasserstände zum einen in Mecklenburg und zum anderen in Preußen zu steuern.
Die Bolter Mühle wurde 1665, knapp 400 Jahre nach der unmittelbar benachbarten Boeker Mühle, vom Johanniterorden Mirow gegründet.
In den ersten 1¼ Jahrhunderten war sie angefochten, da sie zu wenig Wasser, später weil sie zu viel Wasser verbrauchte. Die Beschwerden der mecklenburgischen Regierung richteten sich gegen den hohen Verbrauch wegen der Absenkung des Müritzspiegels, der zu Wassermangel in den oberhalb der Müritz gelegenen Eldemühlen führte. Eine zu niedrige Wasserentnahme führte zu Wassermangel entlang der Havel und zu Beschwerden der preußischen Regierung.
Die Bolter Mühle gehörte zum Gut Retzow und war seit Ende des 18. Jahrhunderts im Besitz des Adelsgeschlechts Hammerstein-Gesmold von Retzow. Der Wassermühlenstandort nordöstlich von Klopzow ist auf der Schmettauschen Karte von 1780 verzeichnet.
Ende des 18. Jahrhunderts stand die Bolter Mühle erneut im Fokus politischer Interessen, als man seitens der Länder Preußen, Mecklenburg-Schwerin und Mecklenburg-Strelitz sowohl die Verbesserung der Elde- wie der Havelschifffahrt ins Auge fasste. Zum einen sollte die Schifffahrt selbst über Bolter Mühle von der Müritz zur Havel erfolgen, zum anderen sollte der Havelwasserstand generell erhöht werden.
Eine Konvention zwischen Mecklenburg-Schwerin und Preußen von 1789, der 1799 eine Vereinbarung mit Mecklenburg-Strelitz über den Beitritt zu dieser Konvention folgte, ging davon aus, dass eine Wasserentnahme aus der Müritz sowohl der Havel- wie der Eldeschiffahrt dienlich sei. Die Wasserentnahme an der Bolter Mühle wurde mit 0,93 m3/s, die der Boeker Mühle auf 0,76 m3/s festgesetzt und das Recht Preußens auf diese Wassermengen vertraglich vereinbart. Mit diesem Bedeutungszuwachs der Mühle als Objekt politischer Vereinbarungen begann gleichzeitig der Niedergang ihrer eigentlichen Funktion.
Nachdem die Boeker Mühle um 1825 eingegangen und damit auch die Wasserzuführung zur Havel über Boek versiegt war, verblieb an der Bolter Mühle die einzige Möglichkeit zur Einspeisung von Müritzwasser ins Havelgebiet. 1834 wurde ein Wehr direkt vor der Mühle errichtet, um das für die Schifffahrt erforderliche und für die Plauer Mühle notwendige Wasser oberhalb der Müritz zu sichern.

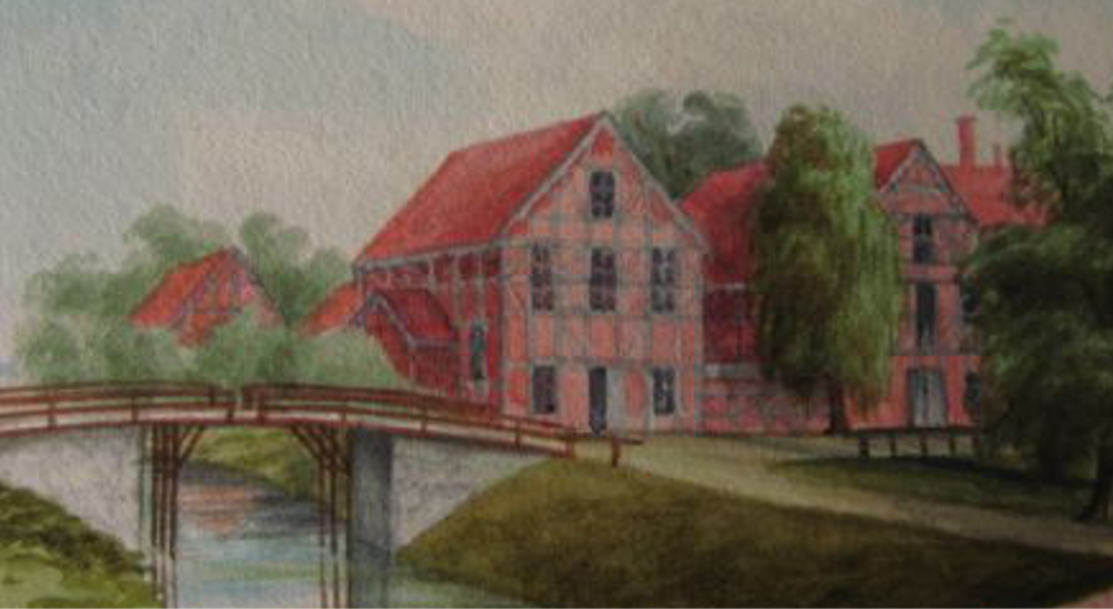
Bolter Mühle um 1890, Blick von der Bolter Schleuse

Ein um 1850 auf Betreiben der preußischen Regierung geplanter umfangreicher Umbau der Mühlenanlagen wurde durch das Mecklenburg-Schweriner Ministerium des Innern verhindert, da nachteilige Folgen für Mecklenburg-Schwerin durch eine Absenkung des Müritz-Wasserspiegels, verringerten Abfluss zur Elde und Wassermangel für die Mühlen und die Schifffahrt auf der Elde befürchtet wurden. Im Gegensatz zu der Annahme in der Konvention von 1789 hatte sich herausgestellt, dass sich die Wasserentnahme für die Havel negativ auf die Eldeschiffahrt auswirkt. Am 9. Februar 1887 wurden die Bestimmungen von 1798 durch einen Staatsvertrag mit Preußen ersetzt. Der Staatsvertrag legte endgültig fest, dass maximal 0,93 m3/s aus der Müritz zur Havel entnommen werden dürfen und dies ausschließlich an der Bolter Mühle.
1890/91 kam es unter dem damaligen Besitzer Ludwig Friedrich Ernst Freiherr von Hammerstein Gesmold auf Retzow zu einem umfassenden Umbau der Bolter Mühle. Die Mühle besaß nach dem Umbau drei Gerinne: Säge-, Mühl- und Freigerinne, die zusammen eine wesentlich größere Wassermenge als die gestattete abführen konnten. Zur Mahlmühle gehörte der Aalfang. Der Mühlbach zweigte oberhalb der Schleuse ab und mündete unterhalb wieder in den Kanal.

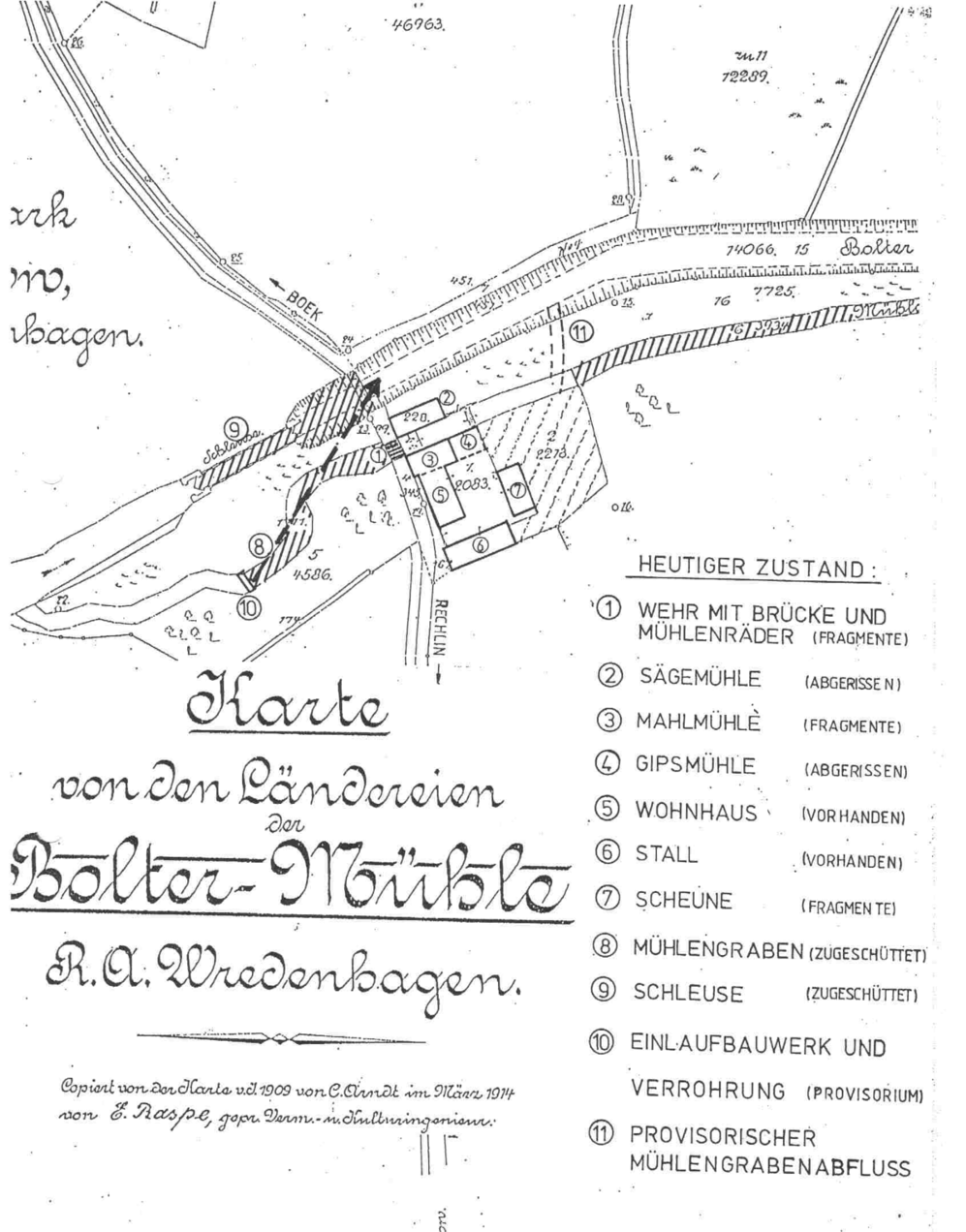
Flurkarte mit den Anlagen der Bolter Mühle um 1905

Die Mühle war bis 1910 in Betrieb. Der letzte Mühlenpächter Stangenberg verzog 1911 nach Kiel, als Grund dafür wird die abgeschiedene Verkehrslage genannt. 1911 erwarb der Gutspächter Otto Strümpfler aus Klopzow die auf der Klopzower Feldmark liegende Bolter Mühle von Freiherrn von Hammerstein-Retzow durch einen Erbpachtvertrag. Noch im gleichen Jahr erklärte sich Strümpfler bereit, alle Rechte und Pflichten, die er durch seinen Erbpachtvertrag erworben hatte, an die Firma Berlin-Mecklenburgische Dampfschiffahrt Zeitz und Weidemann (Heinrich Zeitz aus Berlin und Kaufmann Weidemann aus Fürstenberg) abzutreten. Sollte der Verkauf an diese Firma (Strohmänner der preußischen Regierung) nicht zustande kommen, wollte Strümpfler die Mühle an den preußischen Fiskus verkaufen. Wenn Strümpfler im Interesse Mecklenburgs von diesen Verträgen zurücktrat, erwartete er den Ankauf der Mühle durch die Schweriner Regierung bzw. die Flussbaukommission.
1913 wurde nach umfangreichen Verhandlungen, aus denen hervorgeht, dass es der Schweriner Regierung nur um die Verhinderung eines Ankaufs der Mühle und der damit verbundenen Wasserrechte durch Preußen ging, das Allerhöchste Großherzogliche Mecklenburg-Schwerinsche Reskript zum Ankauf der Bolter Mühle vom Landtag genehmigt. Nachdem 1914 die Mühle für 42.000 Mark in den Besitz der Mecklenburg-Schweriner Regierung übergegangen war, wurden die alten Mühlenwerke und Maschinen herausgenommen und die Turbinenläufe geschlossen. Die vorhandenen Maschinen und Ausrüstungen wurden an den Fabrikbesitzer B. Bentzin nach Neustrelitz für 850 Mark verkauft.
Die Bolter Mühle, wie sie heute zu sehen ist, ist das letzte und kleinste von ehemals drei großen Mühlengebäuden. Sie ist das ehemalige Wohnhaus des Müllers. 1919 wurde ein Teil der Mühlengebäude und ein Teil der Grundstücke durch das Gut Retzow gepachtet. 1928 wurden die dem Land Mecklenburg gehörenden Gebäude abgerissen. Der dem Gut Retzow zugehörige Teil wurde verpachtet (Pächter Karl Lambeck) und als Gasthaus genutzt.

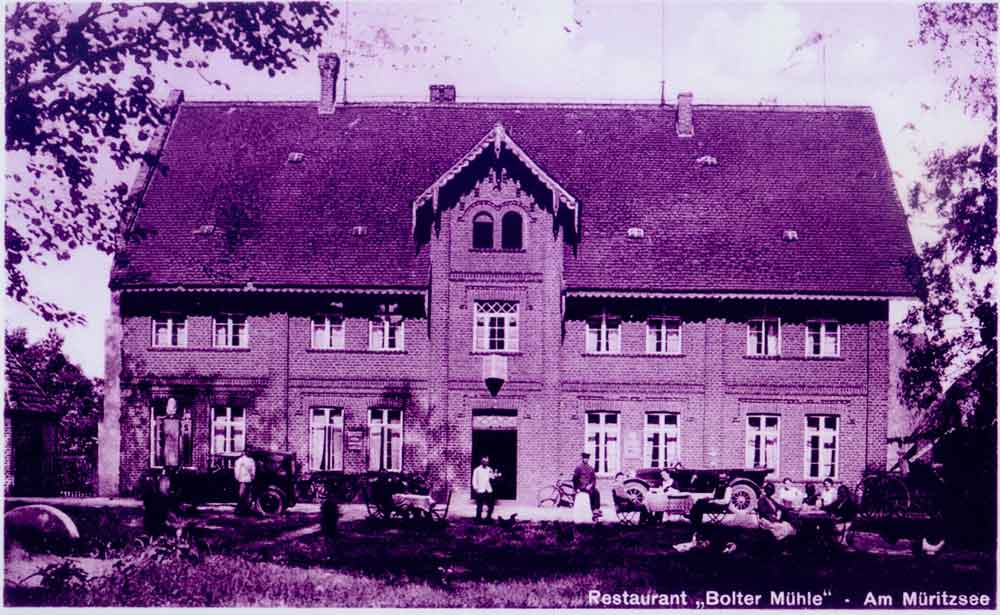
Bolter Mühle als Gast- und Logierhaus um 1935

Ab 1920 wurde die südöstliche Müritzregion von verstärktem militärischen Interesse. Für den ab 1933 offiziell vorangetriebenen Ausbau der Erprobungsstelle der deutschen Luftwaffe in Rechlin
waren der öffentlich beschiffte Bolter Kanal und die öffentlich betriebene Bolter Schleuse ein Hindernis. Um den Bolter Kanal zu ersetzen, wurde ein neuer Kanal im Süden der Müritz gebaut. 1936 wurde mit der Inbetriebnahme des neuen Mirow-Lärz-Kanals der Bolter Kanal für den öffentlichen Betrieb geschlossen. 1956 erfolgte mit der endgültigen Schließung des Bolter Kanals und dem Zuschütten der Bolter Schleuse auch die Schließung des Mühlenbachs an der Bolter Mühle. In den 1970er Jahren verlor die Bolter Mühle erneut einen Teil ihres Geländes, diesmal an die hiesige Fischerei-Genossenschaft für den Bau einer Rundbeckenanlage zur Fischzucht. Begünstigt durch die verfügbare Wasserkapazität und das natürliche Wassergefälle, entstanden in der Folge um die Bolter Mühle herum zahlreiche Fischteiche, die bis heute betrieben werden.

## Wasserkraftanlagen von 1890
Nach dem letzten Umbau 1890/91 besaß die Bolter Mühle drei Gerinne: Säge-, Mühl- und Freigerinne. Die Turbinen wurden von einem unterschlächtigen Zuppinger-Wasserrad angetrieben. Mit einem Durchfluss von ca. 1 m3/s und einer Fallhöhe von 2,8 m erzeugte die Mühle eine Leistung von 30 PS.
Bauzeichnungen der Wasserrad- und Turbinenanlagen der Bolter Mühle nach dem letzten großen Umbau 1890

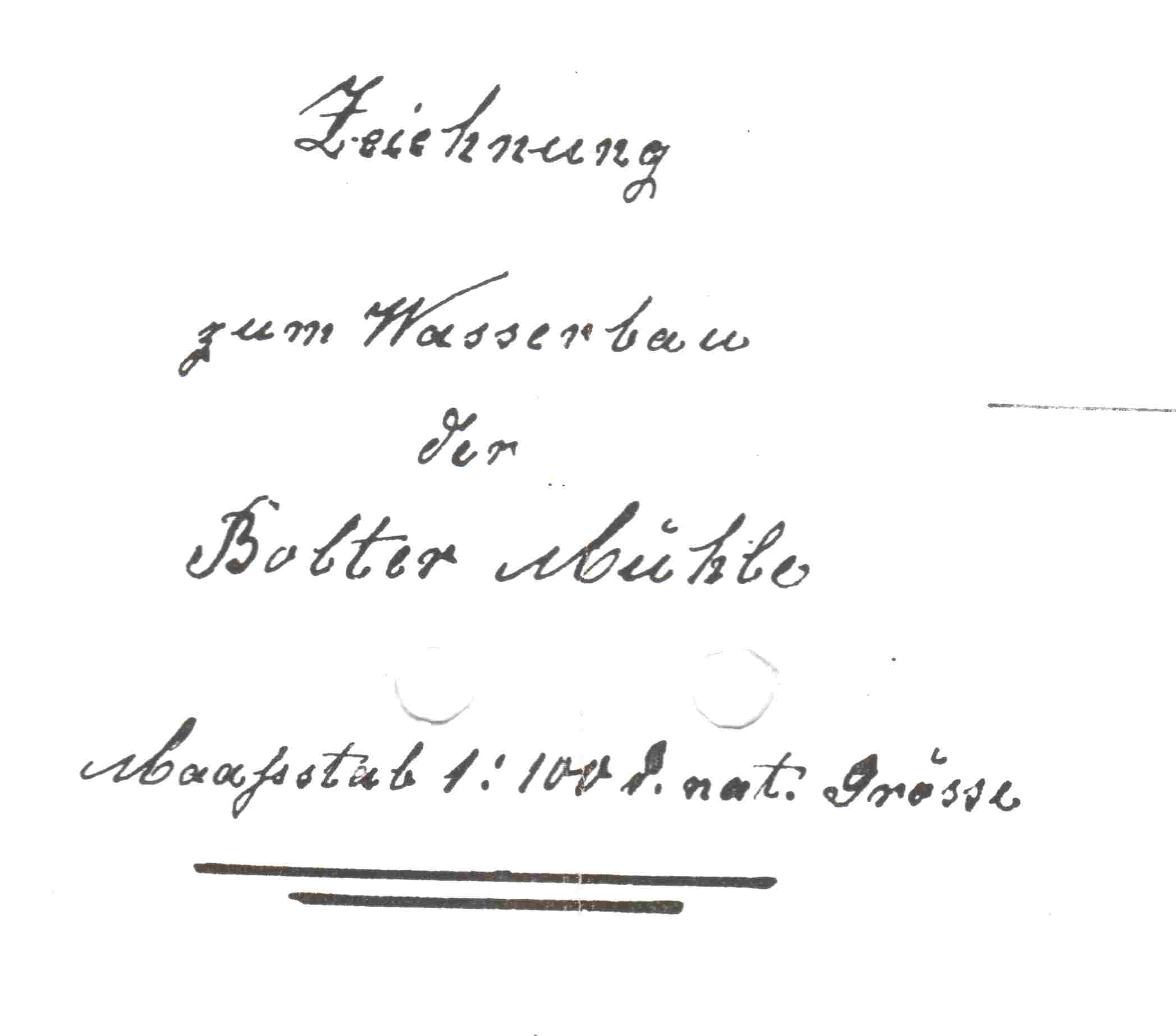
Titelblatt der Konstruktionsunterlagen
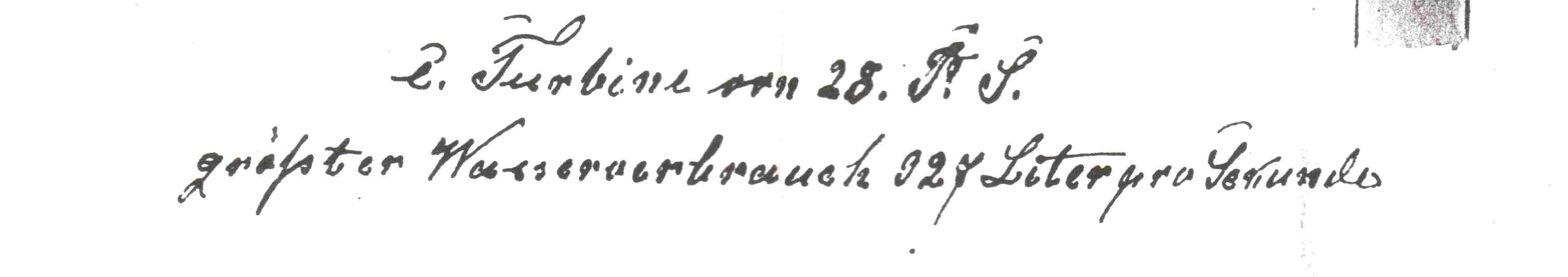
Angabe des Wasserverbrauchs
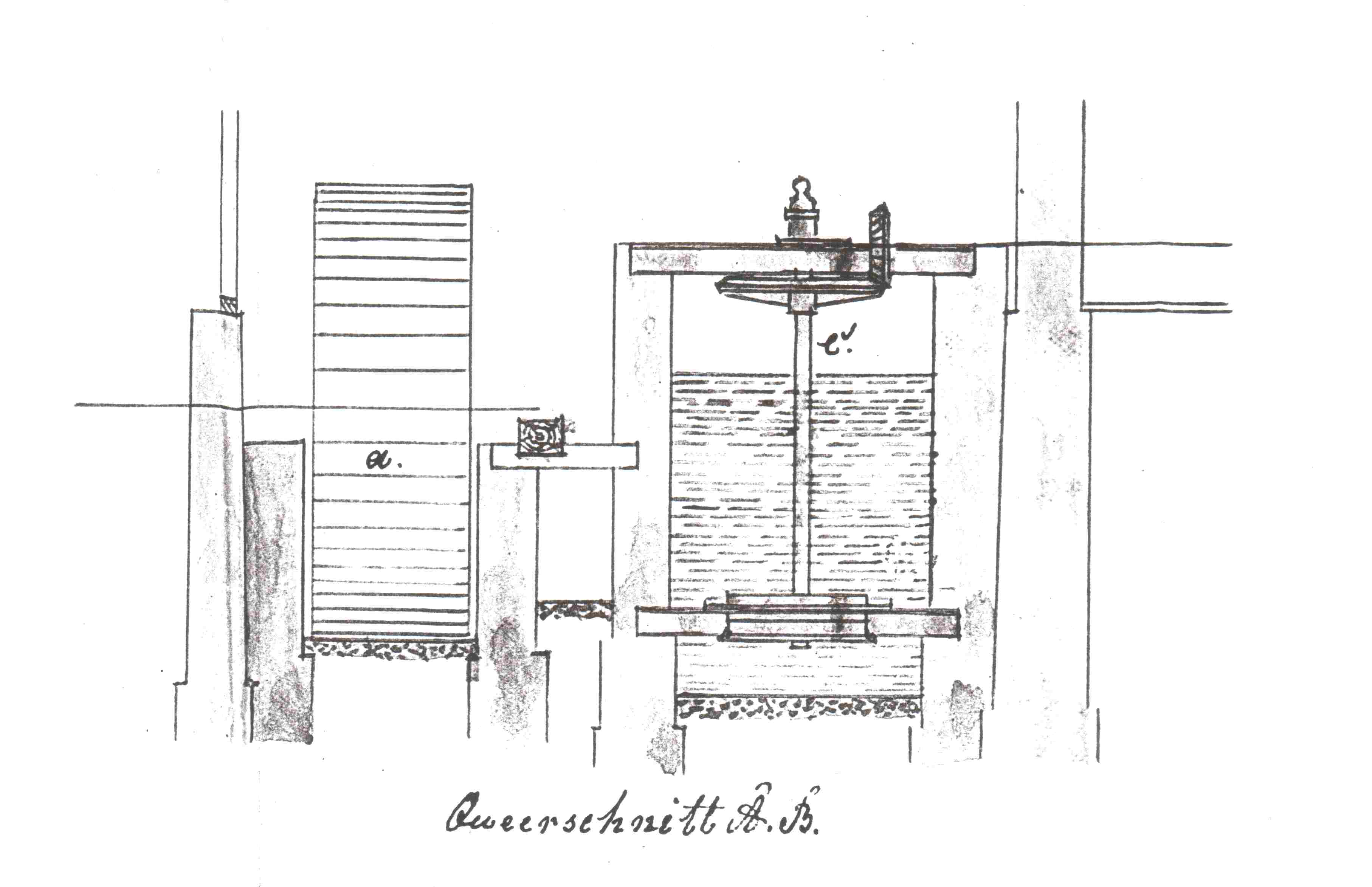
Querschnitt unterschlächtiges Wasserrad und Stelzenrad
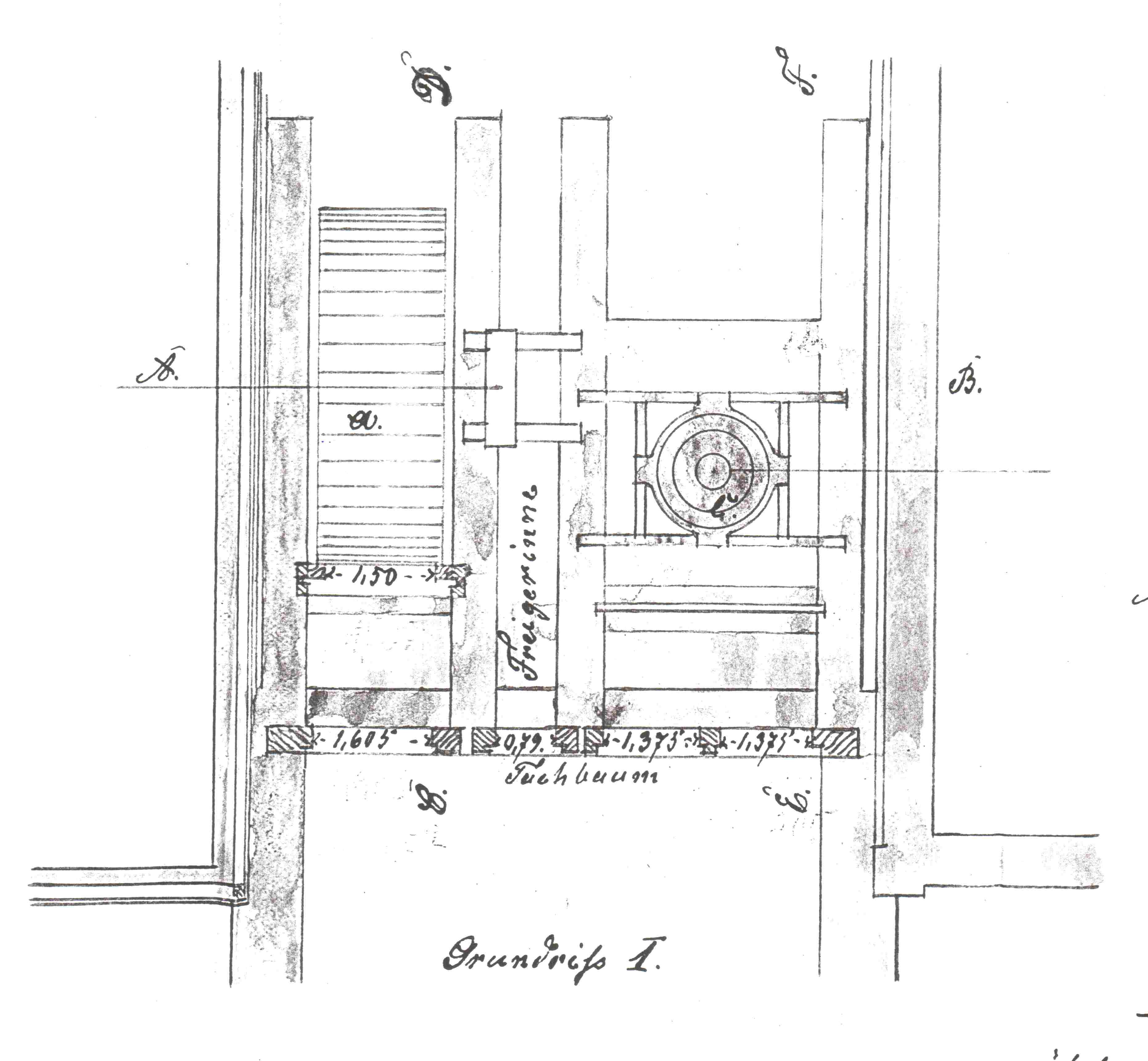
Grundriss unterschlächtiges Wasserrad und Stelzenrad
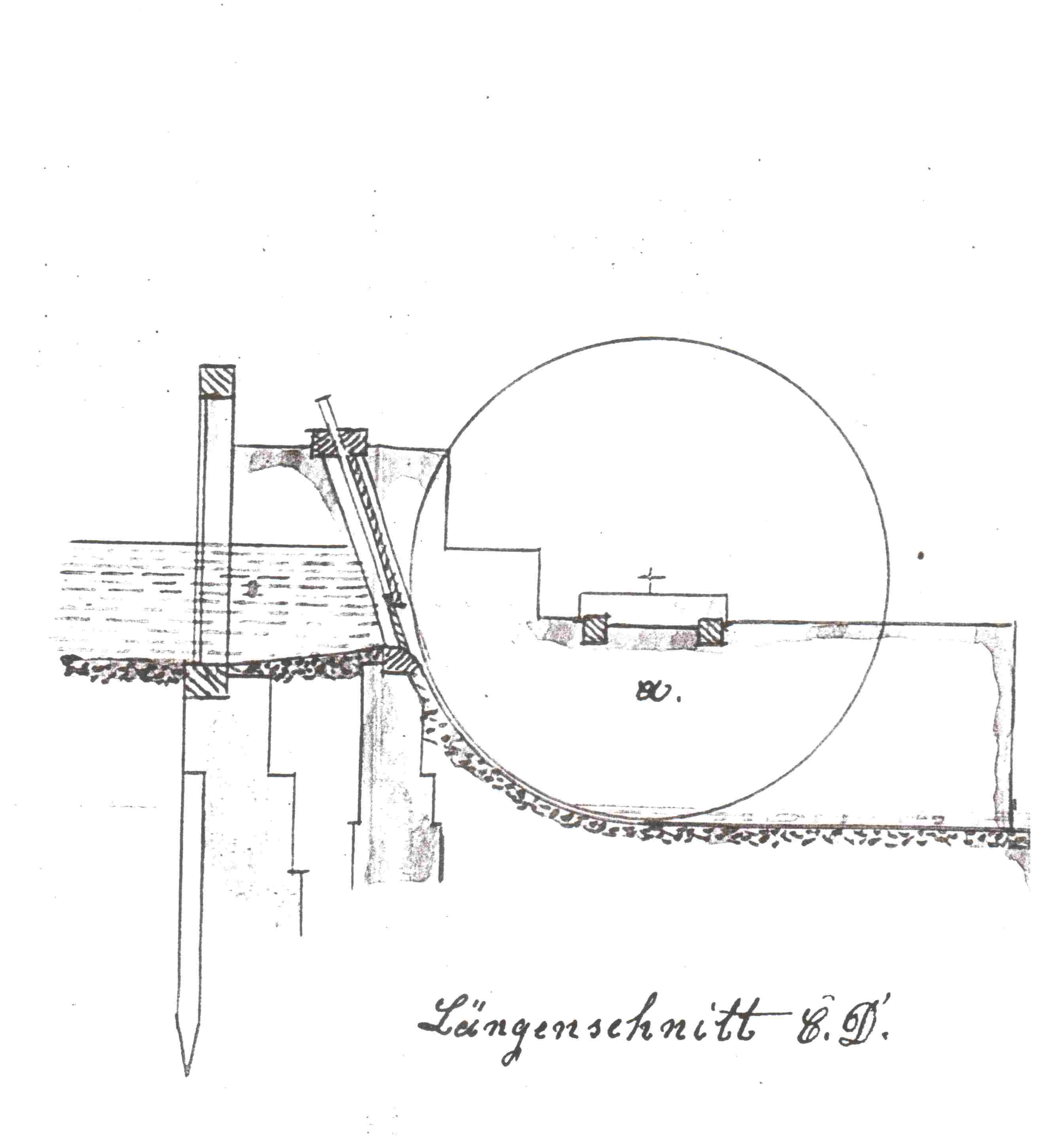
Längsschnitt unterschlächtiges Wasserrad
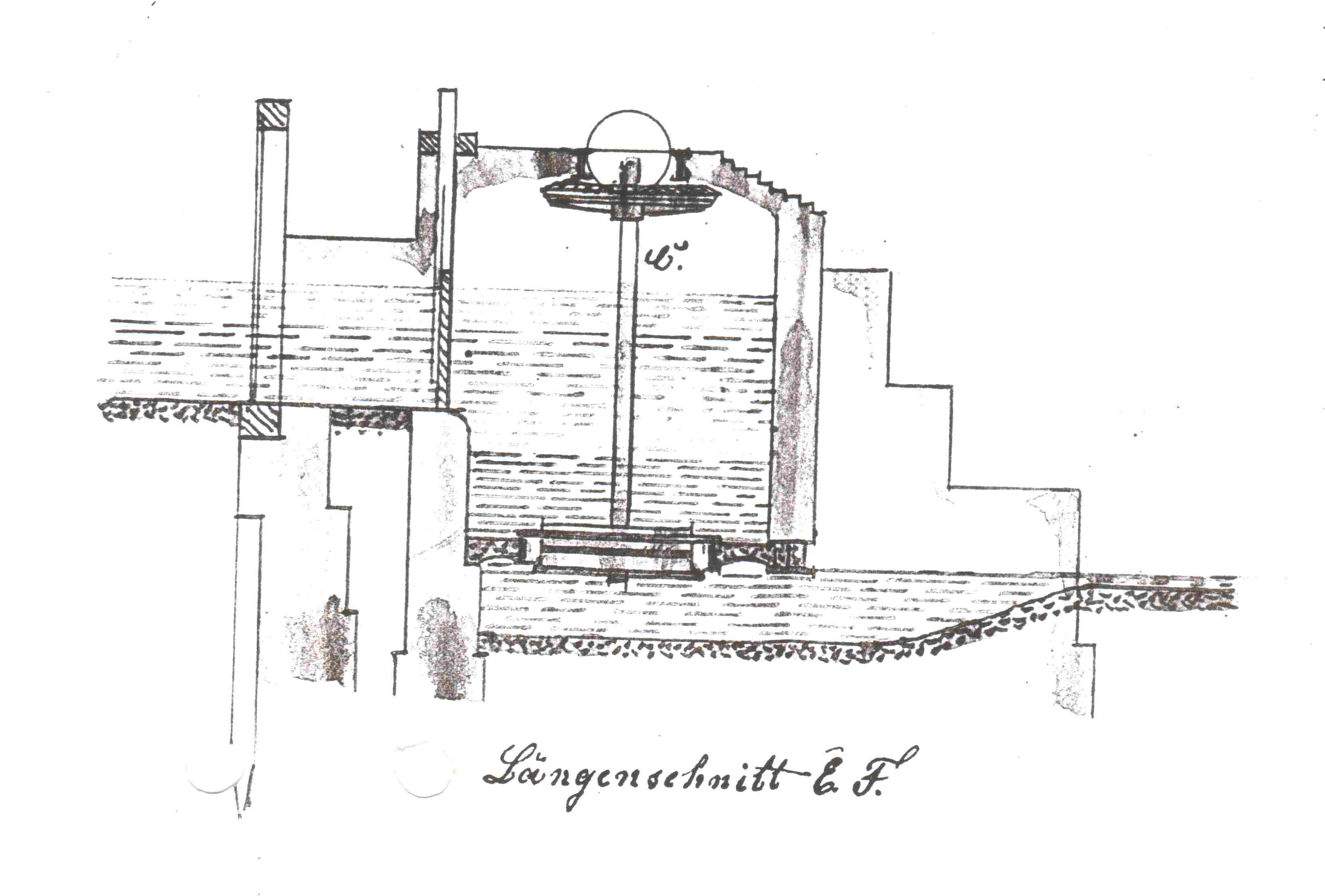
Längsschnitt Stelzenrad

## Wiederaufbau
2010 wurde mit dem Wiederaufbau der Bolter Mühle begonnen.
Das durch jahrzehntelangen Leerstand stark geschädigte Haupthaus wurde denkmalgerecht saniert, das ehemalige Getriebehaus und das ehemalige Lagergebäude mit zwei Kellergeschossen wieder instand gesetzt.
- Die Statik im Haupthaus wurde durch umfangreiche Stahlkonstruktionen verstärkt.
- Fachwerk und Holzbalken-Konstruktionen wurden saniert.
- 111 Fenster wurden allein im Haupthaus neu eingesetzt bzw. aufgearbeitet,
- 40 Fensterbänke saniert,
- 4600 Fassadensteine aufgearbeitet bzw. erneuert,
- 720 m2 Dachfläche mit alten, durch Rückbau gewonnenen und neuen Kirchenbiberschwänzen gedeckt.
- Ein Großteil der Balkenköpfe, der konstruktiven statischen Elemente und der Fassade konnte erhalten werden.

## Das neue Wasserrad
Mit der 2014 bis 2015 erfolgten Sanierung des Mühlenbachs  wurde eines der Wasserräder der Bolter Mühle nach historischem Vorbild neu errichtet.
Das neue Wasserrad der Bolter Mühle wurde am 15. August 2015 in Betrieb genommen.
Planung und Umsetzung wurden von der Gemeinde Rechlin im Zuge des Projekts Erneuerung Bootsumtragestelle Bolter Kanal durchgeführt.
Die Bolter Mühle hat dazu das Wasserrecht für die Wasserentnahme von 100 l/s an die Gemeinde abgetreten.
Daten
- Durchmesser:  4,20 Meter
- Breite: 1,20 Meter
- Schaufeln: 36

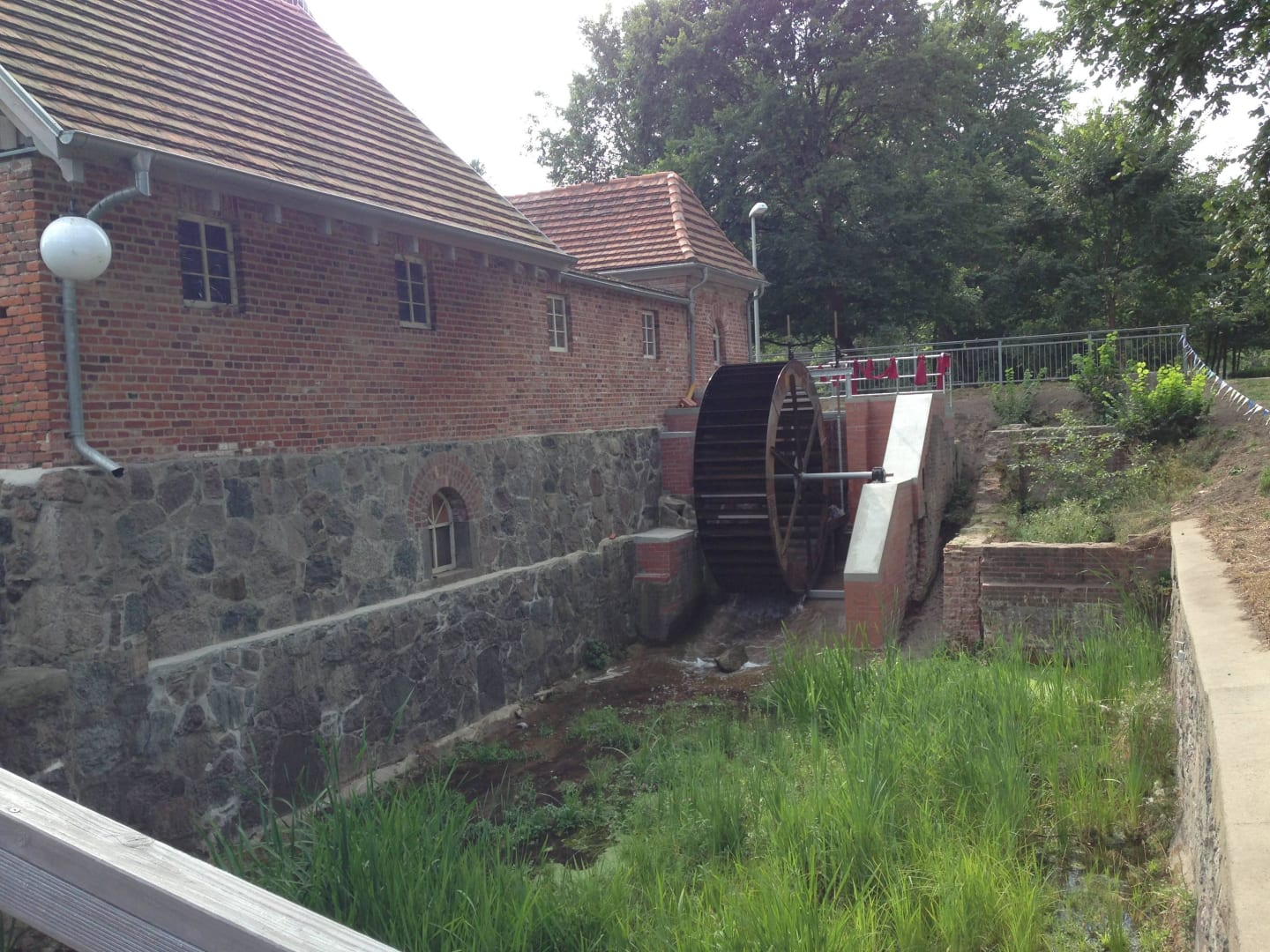
Ansicht des Wasserrad zur Einweihung im August 2015

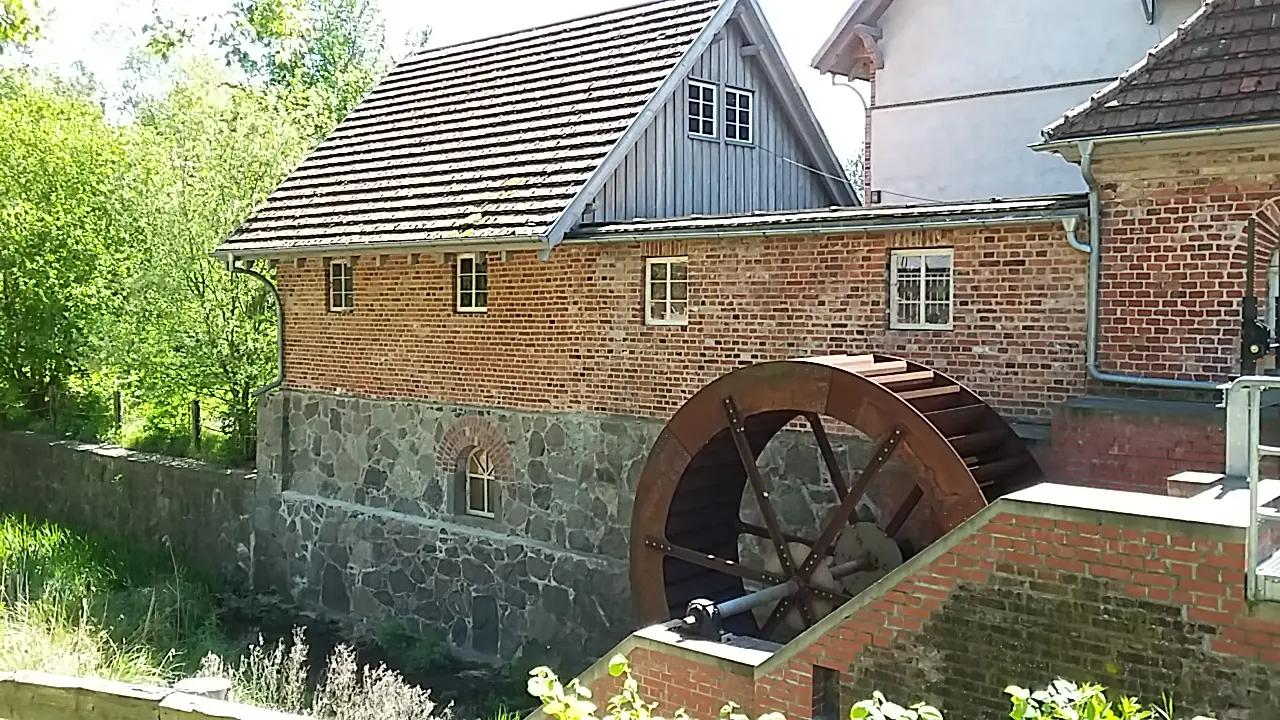
Aktuelle Ansicht 2022

- Typ: unterschlächtiges Wasserrad, Antrieb von unten (Gegensatz: Ober- oder Mittelschlächtiges Wasserrad)
- Wasserdurchsatz: maximal 100 l/s;  durchschnittlich  30–40 l/s, geregelt durch den Müritz-Wasserstand an einem Überlaufwehr am Mühlenbach-Zulauf
- Material: Corten-Stahl (wetterfester Baustahl, bildet an der Oberfläche eine dünne Rostschicht, die darunter gelegenen Stahlschichten sind vor weiterer Korrosion geschützt)
- Wasserstandsunterschied zwischen Müritz und Bolter Kanal: 2,70 – 2,80 m (je nach Wasserstand)
- Energetische Nutzung:  derzeit keine (1890: 30 PS)

## Heutige Nutzung

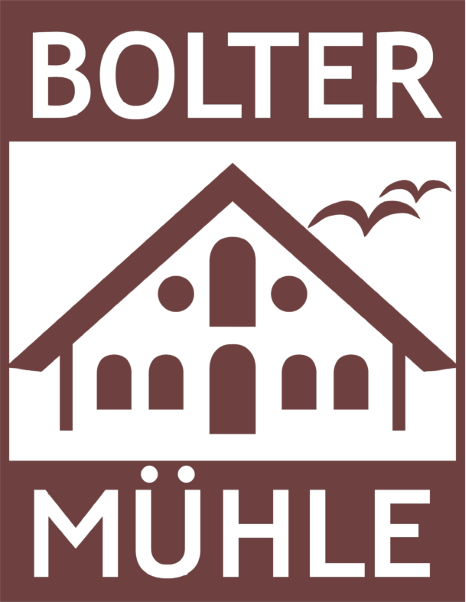
Logo

Seit 2013 wird die Bolter Mühle als Urlaubsquartier und Eventlocation genutzt. Auf dem Gelände befinden sich ein kleiner Park. In den Sommermonaten finden Konzerte und Lesungen statt. Die Bolter Mühle beherbergt neben wechselnden Ausstellungen regionaler Künstler eine Dauerausstellung der Röbeler Malerin Inge Wolf und ist des Weiteren  Sitz der Firma minna-server (Automatisierung und Softwareentwicklung).